# Mwingi
Mwingi – miasto w Kenii, w hrabstwie Kitui. W 2019 liczyło 17 tys. mieszkańców.